# Венсенска шума
48° 49′ 41.05″ N 2° 25′ 58.50″ E / 48.8280694° С; 2.4329167° И
Венсенска шума (фр. Bois de Vincennes) је парк у енглеском стилу на истоку Париза. Поред парка се налази истоимени град.
Венсенска шума, као и Булоњска шума, најчешће се не убраја у Париз јер је ненасељена. Ипак, из административних разлога, Венсенска шума је део XII арондисмана.
Парк има површину од 9,947 км². У парку постоје четири језера која се водом снабдевају из реке Марне. 
На северној ивици Венсанске шуме налази се историјски Венсенски дворац из 14. века. У парку се још налазе хиподром, зоолошки врт, као и Венсенски велодром, на коме су одржане Летње олимпијске игре 1900.

## Историја
Првобитно је Венсенска шума била ловиште француских краљева. После Француске револуције постала је простор за војне вежбе. 
На олимпијским играма 1900, у Венсенској шуми су се одржала такмичења у стреличарству.
Венсенска шума је административно прикључена граду Паризу 1929.